# Wiadomość internetowa
Wiadomość internetowa – plik tekstowy zawierający list poczty elektronicznej lub artykuł grup dyskusyjnych sformatowany zgodnie ze standardem opisanym w RFC 5322 ↓.
List elektroniczny określany jest jako: e-mail, mail (mejl), listel. Pierwsze dwie formy stanowią zapożyczenia z języka angielskiego; listel jest zaś ich proponowanym polskim odpowiednikiem, który powstał z połączenia słów „list” i „elektroniczny”.